# NGC 1501
NGC 1501 (بالإنجليزية: NGC 1501)‏ الذي يرمز له بالرمز IRAS 04026+6047، هو نجم، وسديم كوكبي، في كوكبة الزرافة.

## الاكتشاف
اكتشف في 3 نوفمبر 1787، بواسطة ويليام هيرشل.